# Necydalis itoi
Necydalis itoi är en skalbaggsart som beskrevs av Masatoshi Takakuwa 1992. Necydalis itoi ingår i släktet stekelbockar, och familjen långhorningar. Inga underarter finns listade i Catalogue of Life.